# 보티건
보티건(영어: Vortigern [ˈvɔːrtɪdʒɜːrn][*], 라틴어: Vortigernus 보르티게르누스[*]) 또는 구르세런(웨일스어: Gwrtheryn)은 5세기 남부 브리튼에서 활동했다고 전해지는 브리튼인의 왕이자 동시에 아서 왕 전설에 등장하는 인물이다. 오늘날 포이스에 존재하던 포이스 왕국의 왕가인 구에르세리온조 출신이다.

## 생애

### 역사상에서의 보티건
6세기 브리튼의 성직자이자 역사가 길다스의 저서인 <브리타니아의 멸망과 정복>에 의하면 보티건은 부유한 지주 계급에서 태어나 막시무스 황제의 딸인 세베라와 결혼하였으며 425년경부터 남부 브리튼인의 왕으로서 30년 동안 권력을 행사한 인물이었다. 당시 브리튼인들은 게일인, 픽트인, 색슨인 등 이민족들의 침략을 받고 있었으며, 이에 보티건은 이들 침략자들을 막아내기 위해 주트족 출신의 헹기스트와 호르사를 용병으로 고용하였다. 이들 용병들은 동쪽 해안으로는 색슨인들의 침입을 막아내고, 서쪽으로는 아일랜드에서 건너오는 게일인들의 침략을 방어했는데, 이들 용병들의 정착지로 켄트의 싸네트 섬이 주어졌다. 하지만 보티건과 연합하고 있던 브리튼인 부족들은 차츰 보티건의 통치력에 의심을 갖기 시작했으며, 따라서 식량 지원과 세금도 줄어들기 시작하면서 헹기스트와 호르사에게 주어지는 보수의 양도 차츰 줄어들자 헹기스트는 보수를 올리고 보티건을 비롯한 브리튼인들과 계속 이 관계를 유지하기 위해 자신의 딸을 보티건에게 시집보냈지만 보티건의 아들인 보티머가 주트인들을 공격하게 되면서 사태가 악화되고 만다. 이에 보티건은 급히 사태를 수습하고자 헹기스트가 자신에게 시집보낸 자신의 아내를 내세워 헹기스트와 왕국을 분할하는 조약을 체결하였지만 이 조약으로 켄트에 주트족이 들어서게 되면서 주트족은 켄트 왕국을 형성하게 되었다. 이후 보티건은 내부의 반란으로 거주하던 성이 화염에 휩싸이면서 불에 타 죽었다고 기록되어 있다.

### 아서 왕 전설에서의 보티건

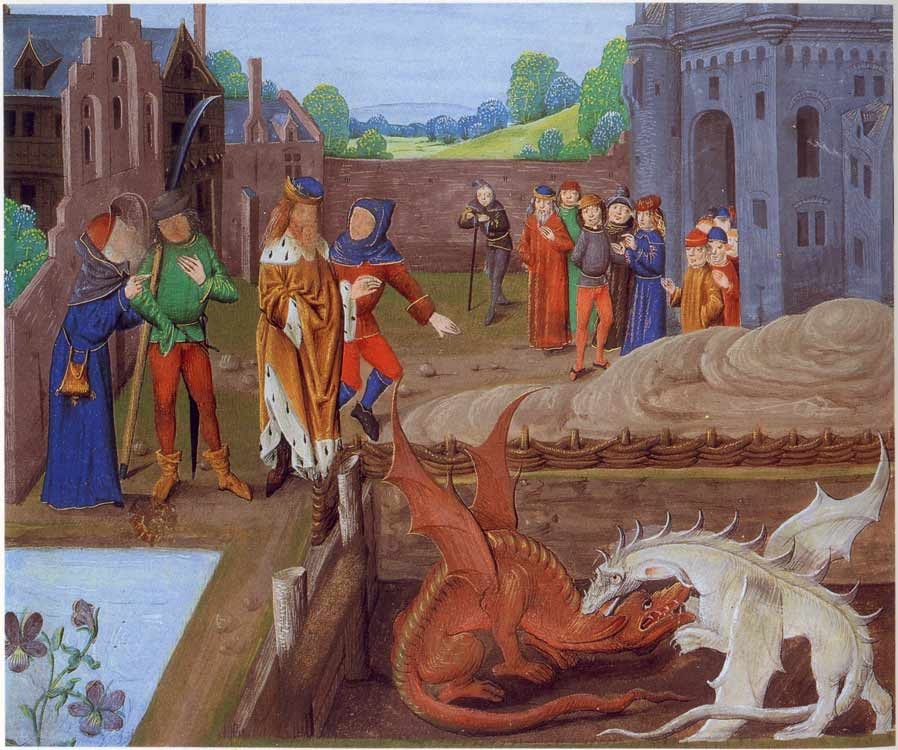
적룡과 백룡의 싸움을 구경하는 보티건

브리타니아 열왕사에 따르면 보티건은 원래 브리튼을 다스리던 어느 왕의 집사였으나 픽트인 출신의 용병을 중심으로 반란군을 일으켜 왕을 살해하고 자신이 왕이 되었으며, 이후 보티건은 마술사들의 조언을 받고 튼튼한 탑을 세우려고 했다. 그렇지만 밤이 깊어지면 탑의 기초가 땅에 가라앉았기 때문에 탑을 건설하는 것은 쉽지 않았다. 보티건은 마술사들에게 선천적으로 아버지가 없는 소년을 제물로 삼으라는 명령을 내렸다. 보티건의 제물이 된 멀린이라는 소년은 보티건에게 마술사들을 부르고 올 것을 요구했다. 멀린은 지하에 연못이 있기 때문에 탑의 기초가 가라앉아버린다고 말했다. 또한 멀린은 왕의 마술사들에게 연못 밑에 무엇이 있는지 물었고 왕에게는 연못의 물을 빼라고 명령했다.
보티건이 연못의 물을 빼자 잠들어 있던 적룡(드라이그 고흐)과 백룡이 싸움을 벌였는데 적룡이 백룡을 물리쳤다. 멀린은 보티건에게 적룡은 브리튼인들을 뜻하고 백룡은 색슨인을 뜻한다고 말했다. 이 사건 이후 얼마 지나지 않아 보티건은 아서왕의 아버지인 우서 펜드래건의 침입을 받고 사망하였다.